# Codex Laudianus
- Papyrus
- Onciale
- Minuscules
- Lectionnaire

Le Codex Laudianus, portant le numéro de référence Ea ou 08 (Gregory-Aland) est un vélin bilingue grec-latin, en écriture grecque onciale.

## Description
Le manuscrit est écrit sur deux colonnes parallèles, le latin à gauche, le grec à droite. Il se compose de 227 folios (27 x 22 cm) et contient les Actes des Apôtres. Il manque les versets Actes 26,29 à 28,26,. 
C'est un témoin du texte occidental. Kurt Aland le classe en Catégorie II.
Les paléographes sont unanimes pour dater ce manuscrit du VIe siècle.
Le manuscrit a été examiné par Constantin Tischendorf et Samuel Berger.
Il est conservé à la bibliothèque Bodléienne (Laud. Gr. 35), à Oxford.